# Чево
Чево (італ. Cevo) — муніципалітет в Італії, у регіоні Ломбардія, провінція Брешія.
Чево розташоване на відстані близько 500 км на північ від Рима, 115 км на північний схід від Мілана, 65 км на північ від Брешії.
Населення — 907 осіб (2014).

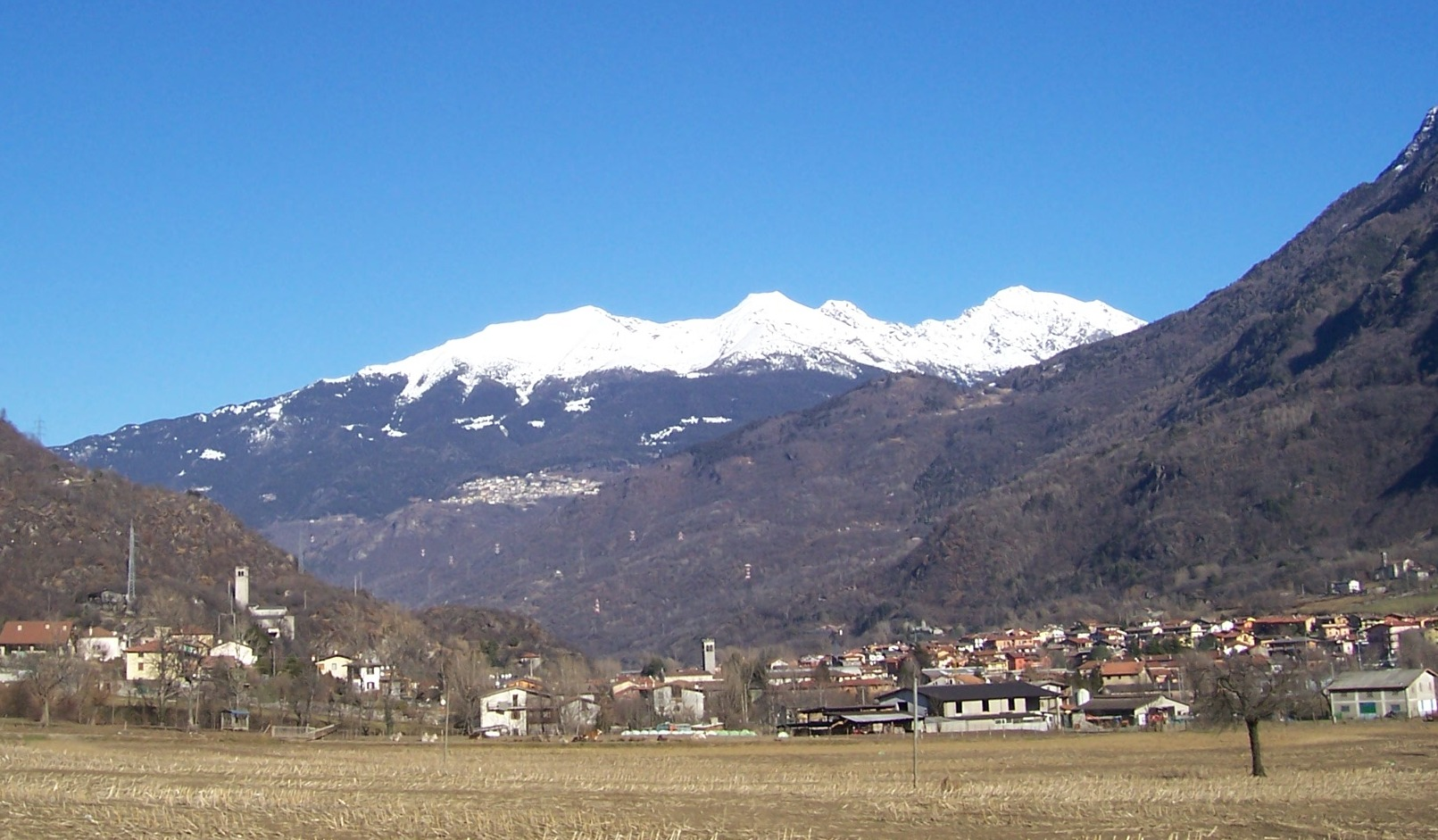

Щорічний фестиваль відбувається 26 червня. Покровитель — San Vigilio.

## Демографія
Населення за роками:

Станом на 1 січня 2023 року в муніципалітеті офіційно проживало 20 іноземців з 7 країн, серед них 3 громадяни країн Євросоюзу та 8 громадян України.

## Сусідні муніципалітети
- Берцо-Демо
- Чедеголо
- Чето
- Чимберго
- Даоне
- Савьоре-делл'Адамелло
- Соніко